# Sveučilište Rockefeller
Sveučilište Rockefeller (eng. Rockefeller University), centar za znanstvena istraživanja i obrazovanje, s naglaskom na biomedicinske znanosti, kemiju, bioinformatiku i fiziku. Osnovao ga je 1901. godine američki poduzetnik John D. Rockefeller, po kojemu nosi ime. Godine 1910. osnovana je sveučilišna bolnica kao prva takva ustanova koja se bavila isključivo kliničkim istraživanjem.
Smješteno je u gradu New Yorku, na području Manhattana.

## Vanjske poveznice
- Službena stranica